# Tijd/temperatuurindicator
Een tijd/temperatuurindicator, veelal afgekort tot TTI (evenals de gebruikelijke Engelse term time temperature indicator) is een indicator van temperatuurblootstellingen over een bepaalde tijd. Hiermee kan een visuele weergave worden gegeven van de verwachte houdbaarheid van levensmiddelen en farmaceutische producten.

## Voordelen
Omdat TTI's een goed verloop van de koelketen garanderen, worden ze geacht de hoeveelheid voedingsafval te verminderen, en het aantal gevallen van voedselvergiftiging te verlagen.

## Technologie
Er bestaan talloze verschillende tijd/temperatuurindicatoren, elk gebaseerd op verschillende technieken. Zo bestaan er indicatoren waarbij inkt en filtreerpapier de basis vormen, terwijl andere bacteriële vloeistoffen bevatten die van kleur veranderen na blootstelling aan bepaalde tijd/temperatuurcombinaties. Voor nauwkeuriger metingen bestaan chart recorders: systemen met een ingebouwde batterij die een grafiek op een strip produceren. Ook bekend zijn temperatuurloggers of temperatuurrecorders: volautomatische elektronische meters die tijd en temperatuur meten over een bepaalde periode en die per computer kunnen worden uitgelezen (bijvoorbeeld via een USB-verbinding of via RFID).

## Wetgeving
De WHO reguleert het gebruik van TTI's voor bepaalde medicijnen. Binnen de Verenigde Staten is door de FDA uitgebreide regelgeving opgesteld omtrent het gebruik van TTI's bij zeevruchten.